# Menachem Zilberman
Menachem Zilberman (en hebreo: מנחם זילברמן‎), (Mandato británico de Palestina, 6 de octubre de 1946 - Los Ángeles, California, 13 de enero de 2014) fue un actor, comediante y compositor israelí.
Menachem Zilberman murió de un ataque al corazón el 13 de enero de 2014, a los 67 años de edad, en Los Ángeles, California en los Estados Unidos, donde había vivido desde 2000. Le sobreviven sus tres hijos.